# شريطيات
الشريطيات هي عائلة من الديدان المسطحة. وهي أكبر عائلة تمثل حلقيات المحاجم. ولديها العديد من الأنواع التي تهم كلا من الطب البشري والبيطري، مثل الشريطية الوحيدة أو شريطية الخنازير وشريطية البقر والمشوكة الحبيبية. تتطفل الديدان الشرطية على الثدييات والعديد من أنواعها يصيب البشر. 